# Auralog
Rosetta Stone, anciennement Auralog, est une PME française d'édition de logiciels d'apprentissage linguistique basée à Montigny-le-Bretonneux (78) et créée en 1987. Elle a été rachetée par le 11 décembre 2013 pour 20,75 millions d'euros.
Elle a été rebaptisée du nom de Rosetta Stone (qui est le nom de l'actionnaire américain)

## Technologie
À l'origine créé par un jeune polytechnicien, Nagi Sioufi, Auralog détient le brevet du SETS (Spoken Error Tracking System, un système détectant les erreurs dans le langage parlé) qui a permis dès l'origine d'inclure des modules de prononciation dans ses logiciels. Désormais, la solution d'apprentissage en ligne permet d'apprendre jusqu'à 7 langues différentes en ligne et 18 différentes langues sur site.

## Produits et clientèle
La solution logicielle Tell me more est en vente auprès des entreprises, du grand public et du monde de l'éducation.